# 带宽 (图论)
图论中，图带宽问题是用不同整数{\displaystyle f(v_{i})}给图G的n个顶点{\displaystyle v_{i}}贴上标签，使得量{\displaystyle \max\{\,|f(v_{i})-f(v_{j})|:v_{i}v_{j}\in E\,\}}最小化的问题（其中E是G的边集）。
这问题可以形象理解为，将图的顶点置于沿x轴的不同整数点上，使最长边最短的问题。这种放置称作线性图排列（linear graph arrangement）、线性图布局（linear graph layout）或线性图放置（linear graph placement）。
加权图带宽问题是广义化，其中边被赋权{\displaystyle w_{ij}}，需要最小化的损失函数为{\displaystyle \max\{\,w_{ij}|f(v_{i})-f(v_{j})|:v_{i}v_{j}\in E\,\}.}
就矩阵而言，（无权）图带宽是对称矩阵（图的邻接矩阵）的最小带宽。带宽也可定义为比给定图的紧合区间超图的最大团大小小1，其中超图最小化了团大小。(Kaplan & Shamir 1996)

## 某些图的带宽公式
对部分图族，带宽{\displaystyle \varphi (G)}有明确公式给出。
n顶点上的路径图{\displaystyle P_{n}}的带宽是1，对于完全图{\displaystyle K_{m}}我们有{\displaystyle \varphi (K_{n})=n-1}。对完全二分图{\displaystyle K_{m,\ n}}，有
{\displaystyle \varphi (K_{m,n})=\lfloor (m-1)/2\rfloor +n}，其中{\displaystyle m\geq n\geq 1,}
由Chvátal证明。星图{\displaystyle S_{k}=K_{k,1}}是此公式的特例，{\displaystyle k+1}个顶点上的星图带宽为{\displaystyle \varphi (S_{k})=\lfloor (k-1)/2\rfloor +1}。
{\displaystyle 2^{n}}个顶点上的超立方图{\displaystyle Q_{n}}的带宽，Harper (1966)确定为
{\displaystyle \varphi (Q_{n})=\sum _{m=0}^{n-1}{\binom {m}{\lfloor m/2\rfloor }}.}
Chvatálová证明，{\displaystyle m\times n}方格图{\displaystyle P_{m}\times P_{n}}（m、n个顶点上两个路径图之笛卡尔积）的带宽等于{\displaystyle {\rm {min}}\{m,\ n\}}。

## 界
图的带宽可用各种图参数约束。例如，令{\displaystyle \chi (G)}表示G的色数：
{\displaystyle \varphi (G)\geq \chi (G)-1;}
令{\displaystyle {\rm {diam}}(G)}表示G的直径，则有不等式：
{\displaystyle \lceil (n-1)/\operatorname {diam} (G)\rceil \leq \varphi (G)\leq n-\operatorname {diam} (G),}
其中n是G中顶点数。
k带宽图G的径宽不大于k(Kaplan & Shamir 1996)，其树深不大于{\displaystyle k\log(n/k)}(Gruber 2012)。如上节所述，星图{\displaystyle S_{k}}作为结构非常简单的树，带宽相对较大。注意{\displaystyle S_{k}}的径宽为1，树深为2。
一些度有界图族具有亚线性带宽：Chung (1988)证明，若T是最大度不大于∆的树，则
{\displaystyle \varphi (T)\leq {\frac {5n}{\log _{\Delta }n}}.}
更一般地说，对最大度不大于∆的平面图，类似约束也成立（参Böttcher et al. 2010）：
{\displaystyle \varphi (G)\leq {\frac {20n}{\log _{\Delta }n}}.}

## 计算带宽
加与不加权的两类带宽计算问题都是二次瓶颈分配问题的特例。
带宽问题是NP困难的，即便对特例也如此。众所周知，带宽在任何常数范围内的近似都是NP难的，对最大毛长为2的毛虫树也如此(Dubey, Feige & Unger 2010)。
对稠密图，Karpinski, Wirtgen & Zelikovsky (1997)设计了一种3近似算法。
另一方面，我们也知道一些多项式可解的特例。Cuthill–McKee算法就是获得低带宽线图布局的启发式算法。图带宽计算的快速多层算法是在中提出的。

## 应用
对带宽问题的兴趣来自一些应用领域。
例如稀疏矩阵/带状矩阵处理与此领域的一般算法，如Cuthill–McKee算法，可用于寻找图带宽问题的近似解。
还有电子设计自动化。标准单元设计方法中，标准单元一般具有相同的高度，布局为若干行。这时，图带宽问题建模了将一组标准单元放置在单行中的问题，其目标是使最大传播延迟（假定与导线长度成正比）最小化。